# Frej Fyhrquist
Frej Yngve Fyhrquist, född 4 april 1938 i Hangö, är en finländsk läkare.
Fyhrquist blev medicine och kirurgie doktor 1971. Han var 1987–2003 professor i inre medicin vid Helsingfors universitet. Hans forskning har främst gällt hypertensionens patogenes, och han har publicerat arbeten om renin-angiotensinsystemet, vasoaktiva peptider och blodkärlsendotelet. Han blev invald i Finska Vetenskaps-Societeten år 1983